# Биземан (тауншип, Миннесота)
Биземан (англ. Beseman) — тауншип в округе Карлтон, Миннесота, США. На 2000 год его население составило 149 человек.

## География
По данным Бюро переписи населения США площадь тауншипа составляет 93,3 км², из которых 93,2 км² занимает суша, а 0,1 км² — вода (0,08 %).

## Демография
По данным переписи населения 2000 года здесь находились 149 человек, 54 домохозяйства и 40 семей. Плотность населения —  1,6 чел./км². На территории тауншипа расположена 81 постройка со средней плотностью 0,9 построек на один квадратный километр. Расовый состав населения: 93,29 % белых, 2,68 % — других рас США и 4,03 % приходится на две или более других рас. Испанцы или латиноамериканцы любой расы составляли 2,68 % от популяции тауншипа.
Из 54 домохозяйств в 44,4 % воспитывались дети до 18 лет, в 59,3 % проживали супружеские пары, в 3,7 % проживали незамужние женщины и в 24,1 % домохозяйств проживали несемейные люди. 22,2 % домохозяйств состояли из одного человека, при том 11,1 % из — одиноких пожилых людей старше 65 лет. Средний размер домохозяйства — 2,76, а семьи — 3,12 человека.
33,6 % — населения младше 18 лет, 3,4 % — в возрасте от 18 до 24 лет, 27,5 % — от 25 до 44, 24,8 % — от 45 до 64, и 10,7 % — старше 65 лет. Средний возраст — 36 лет. На каждые 100 женщин приходилось 136,5 мужчин. На каждые 100 женщин старше 18 приходилось 135,7 мужчин.
Средний годовой доход домохозяйства составлял 39 583 доллара, а средний годовой доход семьи —  41 750 долларов. Средний доход мужчин —  27 143  доллара, в то время как у женщин — 19 583. Доход на душу населения составил 14 767 долларов. За чертой бедности находились 19,1 % семей и 19,1 % всего населения тауншипа, из которых 27,9 % младше 18 лет.